# Festival du film de Tribeca 2013
Le festival du film de Tribeca 2013, 12e édition du festival (12th Tribeca Film Festival), s'est déroulé du 17 au 28 avril 2013.

## Sélection
Note : les titres indiqués ci-dessous sont ceux du site officiel du festival. Il peut s'agir du titre définitif, anglophone ou international.

### Narratives Features
- Adult World de Scott Coffey  États-Unis
- Almost Christmas de Phil Morrison  États-Unis
- Alì Blue Eyes (Alì ha gli occhi azzurri) de Claudio Giovannesi  Italie
- At Any Price de Ramin Bahrani  États-Unis
- Before Midnight de Richard Linklater  États-Unis
- Before Snowfall (Før snøen faller) de Hisham Zaman  Norvège  Allemagne
- Big Bad Wolves de Navot Papushado (en) et Aharon Keshales  Israël
- Birder's Guide to Everything de Rob Meyer  États-Unis
- Bluebird de Lance Edmands  États-Unis
- Bottled Up de Enid Zentelis  États-Unis
- The Broken Circle Breakdown de Felix van Groeningen  Belgique  Pays-Bas
- Byzantium de Neil Jordan  Royaume-Uni  Irlande
- Case of You de Kat Coiro  États-Unis
- Cycling with Moliere de Philippe Le Guay  France
- Dark Touch de Marina de Van  France  Irlande
- Deep Powder de Mo Ogrodnik  États-Unis
- The English Teacher de Craig Zisk  États-Unis
- Farah Goes Bang de Meera Menon  États-Unis
- Floating Skyscrapers de Tomasz Wasilewski  Pologne
- Frankenstein's Army de Richard Raaphorst  Pays-Bas
- Fresh Meat (en) de Danny Mulheron  Nouvelle-Zélande
- Greetings from Tim Buckley de Daniel Algrant  États-Unis
- Harmony Lessons (Асланның сабақтары) d'Emir Baigazin  Kazakhstan  Allemagne  France
- Haute Cuisine de Christian Vincent  France
- Hide Your Smiling Faces de Daniel Patrick Carbone  États-Unis
- Just A Sigh de Jérôme Bonnell  France
- Jîn de Reha Erdem  Turquie
- Machine de Caradog James  Royaume-Uni
- Moment de Jane Weinstock  États-Unis
- Mr. Jones de Karl Mueller  États-Unis
- Möbius de Eric Rochant  France
- Northwest (Nordvest) de Michael Noer  Danemark
- Odayaka de Nobuteru Uchida  Japon
- The Patience Stone (سنگ صبور) de Atiq Rahimi  Allemagne  France  Afghanistan
- Pretty One de Jenée LaMarque  États-Unis
- Prince Avalanche de David Gordon Green  États-Unis
- Raze de Josh Waller  États-Unis
- Reaching For The Moon (Flores Raras) de Bruno Barreto  Brésil
- The Reluctant Fundamentalist de Mira Nair  États-Unis  Royaume-Uni  Qatar
- The Rocket de Kim Mordaunt  Australie
- Run And Jump de Steph Green  Allemagne  Irlande
- Sidewalk Stories de Charles Lane  États-Unis
- Single Shot de David M. Rosenthal  États-Unis  Royaume-Uni  Canada
- Six Acts (Shesh Peamim) de Jonathan Gurfinkel  Israël
- Some Velvet Morning de Neil LaBute  États-Unis
- Stand Clear of the Closing Doors de Sam Fleischner  États-Unis
- Sunlight Jr. de Laurie Collyer  États-Unis
- Taboor de Vahid Vakilifar  Iran
- Tricked (Steekspel) de Paul Verhoeven  Pays-Bas
- Trust Me de Clark Gregg  États-Unis
- V/H/S/2 de Gregg Hale, Adam Wingard, Simon Barrett (en), Jason Eisener, Gareth Evans, Eduardo Sanchez et Timo Tjahjanto  États-Unis  Indonésie
- Wadjda (وجدة) de Haifaa Al-Mansour  Arabie saoudite
- What Richard Did de Lenny Abrahamson  Irlande
- Whitewash de Emanuel Hoss-Desmarais  Canada
- Will You Still Love Me Tomorrow? (Ming tian ji de ai shang wo) de Arvin Chen  Taïwan

### Documentaries
- Aatsinki: The Story of Arctic Cowboys de Jessica Oreck  Finlande
- Alias Ruby Blade: A Story of Love And Revolution de Alex Meillier  États-Unis
- Big Joy: The Adventures of James Broughton de Stephen Silha, Eric Slade et Dawn Logsdon  États-Unis
- Bending Steel de Dave Carroll  États-Unis
- Big Men de Rachel Boynton  États-Unis
- Big Shot de Kevin Connolly  États-Unis
- Bridegroom de Linda Bloodworth-Thomason  États-Unis
- Cutie and the Boxer de Zachary Heinzerling  États-Unis
- Dancing in Jaffa de Hilla Medalia  Israël  États-Unis
- Director de Christina Voros  États-Unis  Italie
- Elaine Stritch: Shoot Me de Chiemi Karasawa  États-Unis
- Flex is Kings de Deidre Schoo et Michael Beach Nichols  États-Unis
- Gasland Part II de Josh Fox  États-Unis
- Genius of Marian de Banker White et Anna Fitch  États-Unis
- Gore Vidal: The United States of Amnesia de Nicholas Wrathall  États-Unis
- Hawaiian: The Legend of Eddie Aikau de Sam George  États-Unis
- Herblock - The Black & The White de Michael Stevens  États-Unis
- How To Make Money Selling Drugs de Matthew Cooke  États-Unis
- I Got Somethin' To Tell You de Whoopi Goldberg  États-Unis
- In God We Trust de Victor Kubicek et Derek Anderson  États-Unis
- Inside Out: The People's Art Project de Alastair Siddons  Royaume-Uni  France
- The Kill Team de Dan Krauss  États-Unis
- Kiss The Water de Eric Steel  États-Unis  Royaume-Uni
- Lenny Cooke de Benny Safdie et Joshua Safdie  États-Unis
- Let the Fire Burn de Jason Osder  États-Unis
- Lil Bub & Friendz de Juliette Eisner et Andy Capper  États-Unis
- Lily de Matt Creed  États-Unis
- McConkey de Steve Winter, Murray Wais, Scott Gaffney, David Zieff et Rob Bruce  États-Unis
- Michael H. Profession: Director de Yves Montmayeur  Autriche  France
- Mistaken For Strangers de Tom Berninger  États-Unis
- Motivation de Adam Bhala Lough  États-Unis
- Oxyana de Sean Dunne  États-Unis
- Powerless de Fahad Mustafa et Deepti Kakkar  Inde
- The Project de Shawn Efran et Adam Ciralsky  États-Unis  Somalie
- Raw Herring (Hollandse Nieuwe) de Leonard Retel Helmrich et Hetty Naaijkens-Retel Helmrich  Pays-Bas
- Red Obsession de Warwick Ross et David Roach  Australie
- Richard Pryor: Omit The Logic de Marina Zenovich  États-Unis
- Running From Crazy de Barbara Kopple  États-Unis
- Teenage de Matt Wolf  États-Unis
- The Trials of Muhammad Ali de Bill Siegel  États-Unis

## Palmarès
World Narrative Competition
- Meilleur film[1] : The Rocket de Kim Mordaunt  Australie
  - Mention spéciale du jury : Stand Clear of the Closing Doors de Sam Fleischner  États-Unis
- Meilleur acteur : Sitthiphon Disamoe dans The Rocket  Australie
- Meilleure actrice : Veerle Baetens dans The Broken Circle Breakdown  Belgique
- Meilleur scénario : Carl Joos et Felix van Groeningen pour The Broken Circle Breakdown  Belgique
- Meilleure photographie : Marius Matzow Gulbrandsen pour Before Snowfall  Norvège
- Meilleur montage : Nels Bangerter pour Let the Fire Burn  États-Unis
- Prix du public : The Rocket de Kim Mordaunt  Australie

World Documentary Competition
- Meilleur film documentaire : The Kill Team de Dan Krauss  États-Unis
  - Mention spéciale : Oxyana de Sean Dunne  États-Unis
- Prix du public : Bridegroom de Linda Bloodworth-Thomason  États-Unis

Emerging Competition
- Best New Narrative Director : Emanuel Hoss-Desmarais  pour Whitewash  Canada
  - Mention spéciale : Harmony Lessons de Emir Baigazin  Kazakhstan
- Best New Documentary Director : Sean Dunne pour Oxyana  États-Unis
  - Mention spéciale : Let the Fire Burn de Jason Osder  États-Unis

Short Film Competition
- Meilleur court métrage : The Nightshift Belongs to the Stars de Edoardo Ponti  États-Unis
  - Mention spéciale : Yardbird de Michael Spiccia  Australie
- Meilleur court métrage documentaire : Coach de Bess Kargman  États-Unis
  - Mention spéciale : Royal American de Michael Scalisi  États-Unis

Autres prix
- Student Visionary Award : Life Doesn't Frighten Me de Stephen Dunn  Canada
  - Mention spéciale : Reporting on The Times: The New York Times and The Holocaust de Emily L. Harrold  États-Unis
- Nora Ephron Prize : Meera Menon pour Farah Goes Bang  États-Unis